# Cucurbitaria elongata
Cucurbitaria elongata är en svampart som först beskrevs av Elias Fries, och fick sitt nu gällande namn av Robert Kaye Greville 1826. Cucurbitaria elongata ingår i släktet Cucurbitaria och familjen Cucurbitariaceae.  Arten är reproducerande i Sverige. Inga underarter finns listade i Catalogue of Life.